# Tabús (programa de televisió)
Tabús és un programa d'entreteniment de TV3 i El Terrat presentat per l'actor David Verdaguer que té per objectiu donar visibilitat a col·lectius que conviuen amb grans tabús, per tal de trencar-los. David Verdaguer comença cada capítol amb la frase "és un programa on riurem amb persones de qui no hauríem de riure"
El març del 2020, durant la pandèmia mundial per coronavirus, es va estrenar la primera temporada a TV3, que consta d'un total de nou capítols diferents d'aproximadament una hora de duració.

## Desenvolupament i funcionament del programa
A cada capítol, el conductor del programa convida els protagonistes, que solen ser entre quatre o cinc, durant una setmana a una masia de l'Empordà. Durant aquest període, els protagonistes expliquen experiències i vivències, algunes de les quals molt personals, i manifesten també com són tractats o percebuts per la societat.
L'actor David Verdaguer, juntament amb l'equip de guionistes del programa, acabada la setmana de convivència, escriu i presenta un monòleg en clau humorística, amb la presència d'un públic i dels protagonistes d'aquell monòleg a la sala La Paloma de Barcelona.
Les imatges d'aquest monòleg i les de la masia, es van alternant al llarg del programa combinant l'humor i l'empatia humana.

## Temporades i capítols

### Primera temporada (2020)
| Data d'emissió     | Tabú/nom del capítol | Durada         | Protagonistes                              | Audiència   | Audiència |
| Data d'emissió     | Tabú/nom del capítol | Durada         | Protagonistes                              | Espectadors | Quota     |
| ------------------ | -------------------- | -------------- | ------------------------------------------ | ----------- | --------- |
| 15 d'abril de 2020 | Ceguesa              | 1 hora 10 min. | Maria, Pep, Mercedes i Gabriel             | 612.000     | 23,3%     |
| 22 d'abril de 2020 | Malalties terminals  | 1 hora 3 min.  | Joan, Sílvia, Pau i Amàlia                 | 490.000     | 18,5%     |
| 29 d'abril de 2020 | Diversitat funcional | 1 hora 4 min.  | Isabel, Enric, Marisé i Rubén              |             |           |
| 6 de maig de 2020  | Pobresa              | 1 hora 3 min.  | Joan, Omar, Pilar i Guillem                |             |           |
| 13 de maig de 2020 | Ètnies               | 1 hora 2 min.  | Bilal, Coumba, Ramia, Santosh i Yutong     | 462.000     | 17,8%     |
| 20 de maig de 2020 | Trastorns mentals    | 1 hora 4 min.  | Arturo, Niobe, Xavier i Marina             | 394.000     | 14,8%     |
| 27 de maig de 2020 | Obesitat             | 1 hora 3 min.  | Thaís, David, Mar i Albert                 |             |           |
| 3 de juny de 2020  | LGTBI                | 1 hora 4 min.  | Silvia, Franciscu, Iolanda, Gorka i Rosa   |             |           |
| 10 de juny de 2020 | Extra Tabús          | 1 hora         | Escenes inèdites amb l'aparició de tots/es |             |           |